# Кренцешкі
Кренцешкі (пол. Kręcieszki) — село в Польщі, у гміні Бедльно Кутновського повіту Лодзинського воєводства.
Населення — 137 осіб (2011).
У 1975—1998 роках село належало до Плоцького воєводства.

## Демографія
Демографічна структура станом на 31 березня 2011 року:
|          | Загалом | Допрацездатний вік | Працездатний вік | Постпрацездатний вік |
| -------- | ------- | ------------------ | ---------------- | -------------------- |
| Чоловіки | 64      | 13                 | 48               | 3                    |
| Жінки    | 73      | 15                 | 38               | 20                   |
| Разом    | 137     | 28                 | 86               | 23                   |